# Marianne Chapuisat

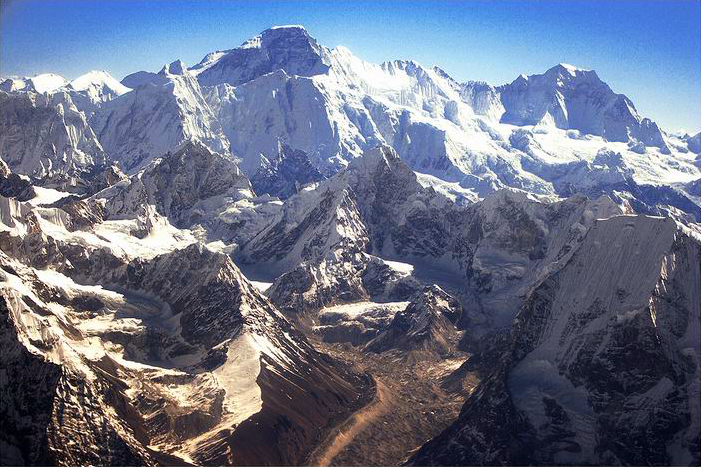
Der Cho Oyu (8201 m), den Marianne Chapuisat 1993 bestieg

Marianne Chapuisat (* 17. Januar 1969 in La Tour-de-Peilz) ist eine Schweizer Lehrerin und Bergsteigerin. Sie ist die erste Frau, die erfolgreich einen Achttausender im Winter besteigen konnte.

## Achttausender
1991 bestieg Marianne Chapuisat im Alter von 21 Jahren den 6960 m hohen Aconcagua in den argentinischen Anden.
Am 10. Februar 1993 gelang ihr gemeinsam mit dem Argentinier Miguel «Lito» Sanchez die Besteigung des Cho Oyu im Himalaya. Ihr Ziel war es ursprünglich gewesen, ihren eigenen Erfolg am Aconcagua zu übertreffen. Ihr wurde erst nach dem Abstieg und einem Gespräch mit der Himalaya-Chronistin Elizabeth Hawley bewusst, dass ihr damit als erster Frau die Besteigung eines Achttausenders unter winterlichen Konditionen gelungen war. Es dauerte 25 Jahre, bis dies eine Frau wiederholte: Elisabeth Revol erklomm 2018 den Nanga Parbat (8125 m).
2000 unternahm Chapuisat den Versuch, den Mount Everest auf dem Normalweg zu besteigen, und erreichte 8600 m, bevor sie aufgab. Es folgten drei weitere erfolgreiche Besteigungen von Achttausendern, allesamt im Sommer. 2003 bestieg sie Gasherbrum II (8034 m) und den Hidden Peak (8080 m), 2005 den Nanga Parbat.

## Weiteres
Marianne Chapuisat studierte an der Universität Lausanne Literatur- und Sportwissenschaften. Heute ist sie am «Gymnasium Auguste Piccard» in Lausanne als Französisch- und Sportlehrerin tätig.
Sie wollte nach eigener Angabe nie vom Bergsteigen leben. Sie ist Mitglied der Sektion Monte Rosa des Schweizer Alpen-Clubs.